# Pomník Nigdy więcej wojny (Rozumice)
Pomník Nigdy więcej wojny, německy Nie wieder krieg, anglicky No More War Monument a česky pomník Nikdy více válku, se nachází v ruinách bývalého evangelického kostela ve vesnici Rozumice u česko-polské státní hranice, v gmině Ketř v okrese Hlubčice v Opavské pahorkatině (Płaskowyż Głubczycki) v Opolském vojvodství v jižním Polsku.

## Další informace
Pomník Nigdy więcej wojny je pietní vzpomínkou lidských obětí 1. světové války a vznikl někdy před 2. světovou válkou. Kamenný pomník ve tvaru zužujícího se kvádru je umístěn na schodišťovém soklu a patří k památkám na původní, převážně německé osídlení oblasti. Na pomníku je polský nápis
| „ | Nigdy więcej wojny | “ |

a německý nápis
| „ | Nie wieder krieg | “ |

na kovové desce, která byla na památník připevněna v roce 2002.

## Galerie

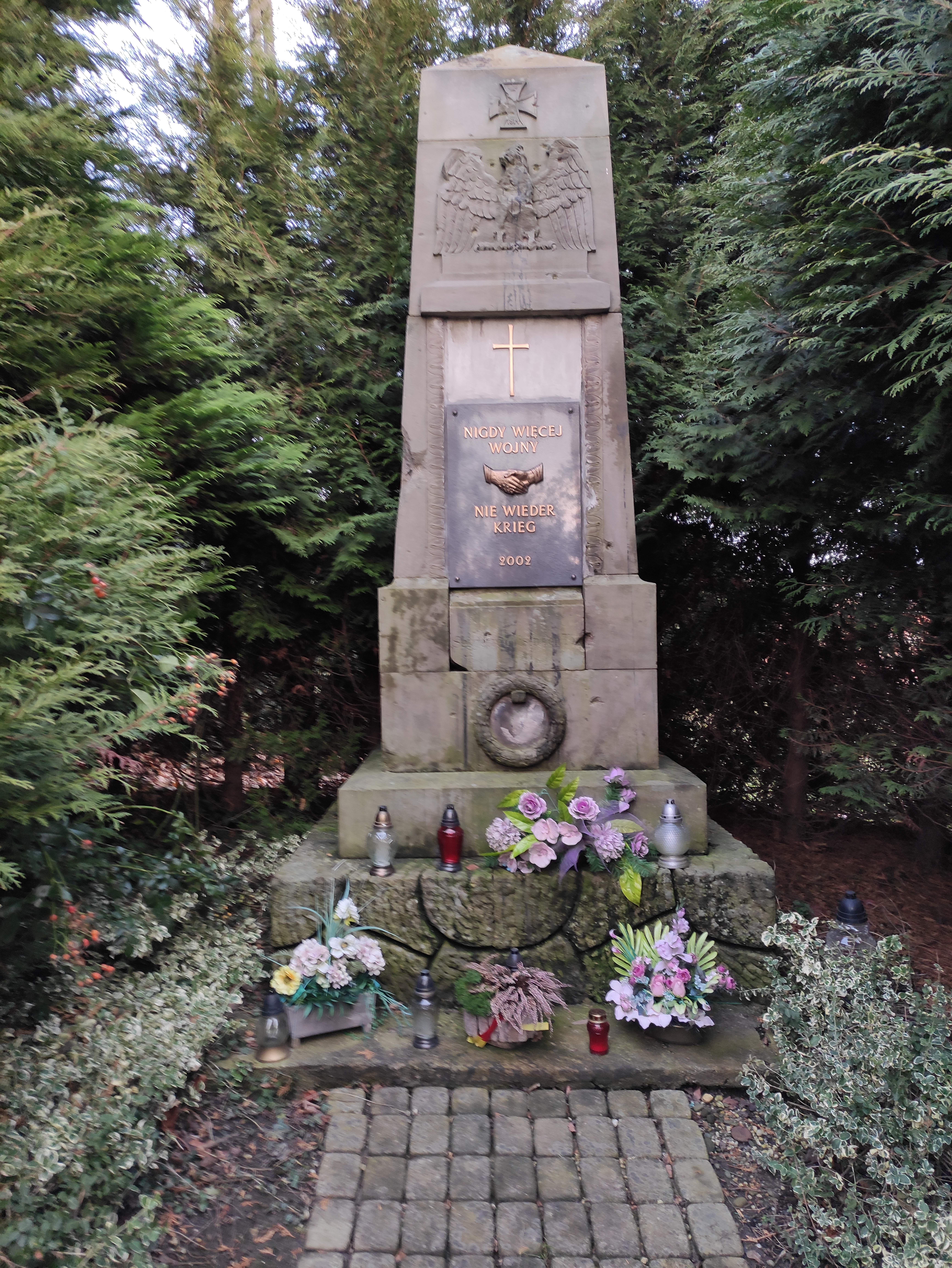